# Elliott Jacques
Elliott Jaques (ur. 18 stycznia 1917, zm. 8 marca 2003) – kanadyjski psycholog i lekarz. Założyciel Tavistock Institute of Human Relations. Był pierwszym badaczem, który użył słowa „kultura” w odniesieniu do organizacji, co z czasem zaowocowało upowszechnieniem pojęcia kultury organizacyjnej.

## Praca badawcza
W latach 1948–1965 prowadził badania nad stosunkami pracy w spółce Glacier Metal Company, gdzie wprowadził szereg nowoczesnych rozwiązań z obszaru zarządzania zasobami ludzkimi. 
Jest twórcą teorii wartości pracy opartej na pojęciu czasu swobodnego działania. Jako jeden z pierwszych badaczy zauważył, że oficjalny schemat organizacyjny nie zawsze odzwierciedla rzeczywiste relacje między pracownikami i przełożonymi w przedsiębiorstwie.